# كريس بك
كريس بك (بالإنجليزية: Chris Buck)‏ مخرج سينمائي أمريكي.

## من أفلامه
- 2013، ملكة الثلج

## روابط خارجية
- كريس بك على موقع IMDb (الإنجليزية)
- كريس بك على موقع ألو سيني (الفرنسية)
- كريس بك على موقع أول موفي (الإنجليزية)
- كريس بك على موقع بوكس أوفيس موجو (الإنجليزية)
- كريس بك على موقع قاعدة بيانات برودواي على الإنترنت (الإنجليزية)
- كريس بك على موقع قاعدة بيانات الأفلام السويدية (السويدية)
- كريس بك على موقع قاعدة بيانات الفيلم (الإنجليزية)
- كريس بك على موقع كينوبويسك (الروسية)